# Charles Russell (rugbysta)

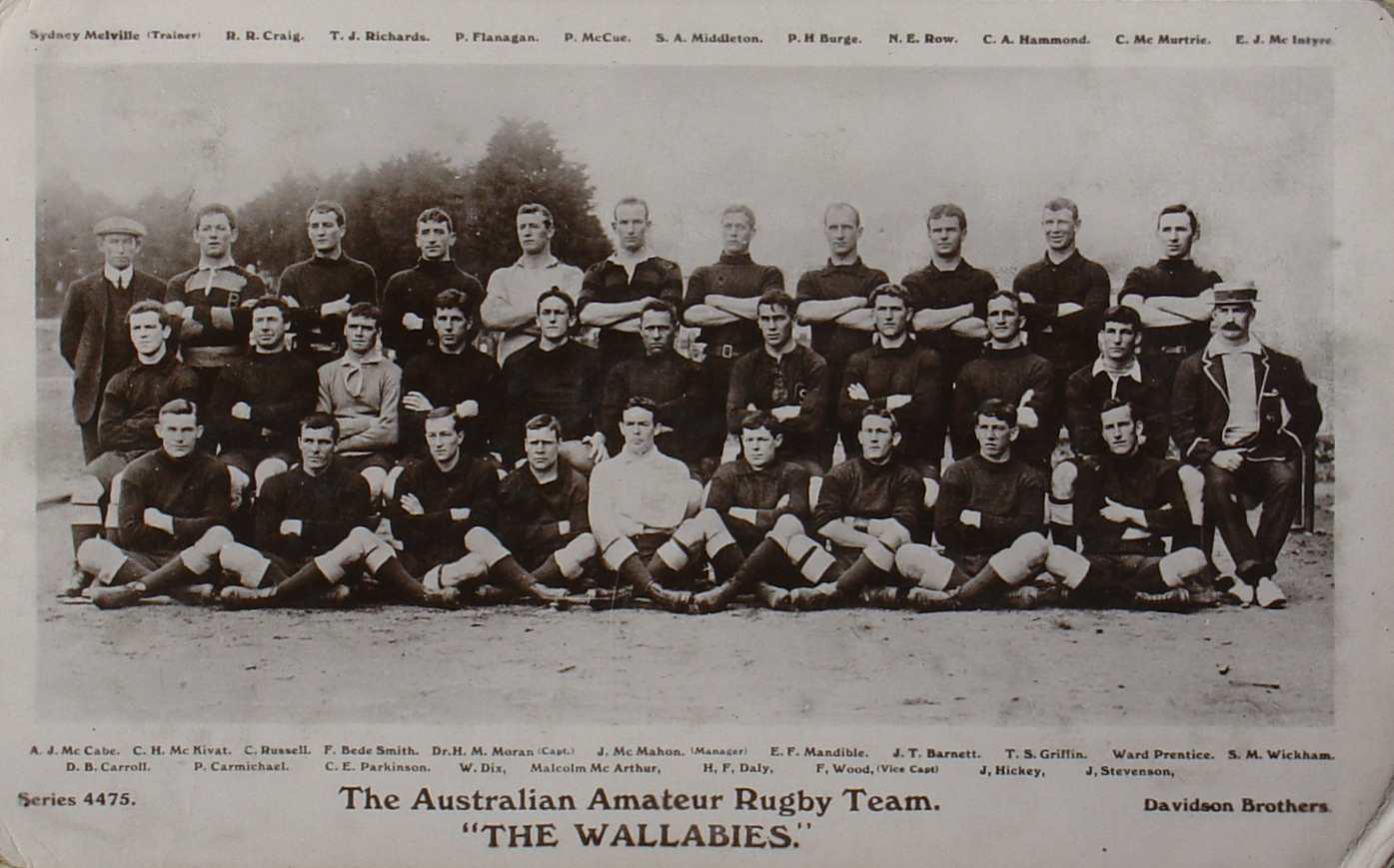
Wallabies z 1908 roku

Charles Joseph Russell (ur. 5 grudnia 1884 w Petersham, zm. 15 maja 1957 w Sydney) – australijski rugbysta podczas kariery występujący w obu odmianach tego sportu, olimpijczyk, zdobywca złotego medalu w turnieju rugby union na Letnich Igrzyskach Olimpijskich w 1908 roku w Londynie.

## Kariera sportowa

### Rugby union
W trakcie kariery sportowej związany był z klubem Newtown Rugby Union, a także został wybrany do stanowej drużyny Nowej Południowej Walii, w której rozegrał 23 spotkania. Wystąpił z nią przeciw British and Irish Lions podczas ich tournée do Australii i Nowej Zelandii w 1908 roku.
W reprezentacji Australii zadebiutował w 1907 roku. Wystąpił wówczas we wszystkich trzech testmeczach podczas tournée All Blacks do Australii.
W latach 1908–1909 wziął udział w pierwszym w historii tournée reprezentacji Australii do Europy i Ameryki Północnej. Zagrał w odbywającym się wówczas turnieju rugby union na Letnich Igrzyskach Olimpijskich 1908. W rozgrywanym 26 października 1908 roku na White City Stadium spotkaniu Australijczycy występujący w barwach Australazji pokonali Brytyjczyków 32–3. Jako że był to jedyny mecz rozegrany podczas tych zawodów, oznaczało to zdobycie złotego medalu przez zawodników z Australazji. Wystąpił również w obu testmeczach przeciwko Walii i Anglii.
Łącznie w reprezentacji Australii w latach 1907–1909 rozegrał pięć spotkań zdobywając dziewięć punktów.

### Rugby league
Po powrocie z północnej półkuli wraz z trzynastoma innymi zawodnikami porzucił status amatora i związał się z zawodową rugby league. Występował w rozgrywkach New South Wales Rugby League z drużyną Newtown Jets w latach 1910–1915 i 1919. W sezonie 1910 zdobył mistrzostwo ligi będąc kapitanem tej drużyny i zdobywając decydujące o tytule punkty. W latach 1911–1912 był wybierany do reprezentacji stanu, w której rozegrał dwa spotkania.
Został także reprezentantem Australii w trzech meczach zdobywając trzy punkty, uczestnicząc również w tournée tej drużyny do Wielkiej Brytanii na przełomie lat 1911/12.
Po zakończeniu kariery sportowej został trenerem klubowym, z Newtown Jets zdobywając mistrzostwo ligi w sezonie 1933, a także sędzią i selekcjonerem kadry.
Wybrany do drużyny stulecia Newtown Jets, a także uznany za jednego z najlepszych zawodników podczas obchodów stulecia rugby league w Australii.